# Braunschweiger Bote

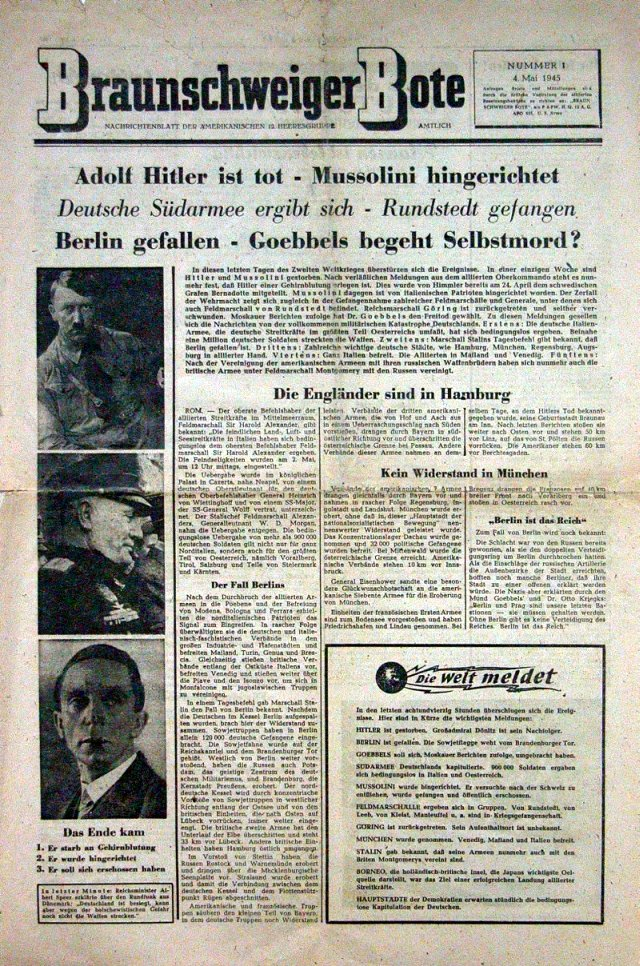
Der Braunschweiger Bote,
Nr. 1 vom 4. Mai 1945

Der Braunschweiger Bote war eine Heeresgruppenzeitung, die in den letzten Tagen des Zweiten Weltkrieges in Deutsch von der 12. Heeresgruppe der US-Armee für die Bevölkerung der am 12. April 1945 übergebenen Stadt Braunschweig sowie für den Freistaat Braunschweig herausgegeben wurde. Es handelte sich damit um die erste Nachkriegszeitung der Stadt.

## Erste Nachkriegszeitung in Braunschweig
Die letzte von den Nationalsozialisten herausgebrachte Ausgabe ihres Parteiorgans „Braunschweiger Tageszeitung“ war am 10. April 1945 erschienen, zwei Tage vor dem Einmarsch der US-Truppen.
Die erste Ausgabe des „Braunschweiger Boten“, mit dem Untertitel „Nachrichtenblatt der amerikanischen 12. Heeresgruppe. Amtlich“, erschien am 4. Mai 1945 und hatte vier Seiten. Bis zum 8. Juni 1945 erschienen jeweils wöchentlich insgesamt sechs je vier-seitige Ausgaben des „Boten“ in unbekannter Auflagenhöhe. Lokalredakteur war Gerhard Speyer. Als Braunschweig Teil der Britischen Besatzungszone wurde und die US-Truppen aus der Stadt abzogen, übergaben sie die Zeitung an die nachrückenden Briten, die das Erscheinen des Blattes aber aufgrund von Papiermangel umgehend einstellten.
Die britischen Besatzungsbehörden hatten zuvor bereits ab dem 29. Mai 1945 in Hannover den „Neuen Hannoverschen Kurier“ herausgegeben, der ab seiner Nr. 7 vom 10. Juli 1945 an eine Braunschweiger Regionalseite erhielt, die abwechselnd aus dem Land und der Stadt Braunschweig berichtete.   
Erst am 12. Oktober 1945 gab es wieder eine regelmäßig in Braunschweig selbst erscheinende Zeitung, die „Braunschweiger Neue Presse“. Herausgeber waren ebenfalls die britischen Militärbehörden.